# Oppauer Haus
Das Oppauer Haus ist eine Schutzhütte in der Haardt, einem Teil des Pfälzerwaldes in Rheinland-Pfalz. Sie wird vom Verein Familienferien- und Häuserwerk der Rheinland-Pfälzischen Naturfreunde des Naturfreunde-Vereins bewirtschaftet und bietet Übernachtungsmöglichkeiten an. Sie befindet sich in der Gemarkung der Gemeinde Wachenheim an der Weinstraße.

## Lage
Die Hütte liegt im Biosphärenreservat Pfälzerwald-Vosges du Nord und im Naturpark Pfälzerwald. Geographisch befindet sie sich im Nordteil der Haardt im Wachenheimer Staatsforst. Sie liegt auf einer Höhe von 286 m im Pferchtal, einem Nebental des Wachenheimer Tals, am Fuß des Plankenberges (493 m).

## Geschichte
Das Haus wurde in den Jahren 1928 bis 1930 von der Naturfreunde-Ortsgruppe Oppau erbaut. Nach einem Brand wurde das Haus im Jahr 2006 umfänglich renoviert und 2007 wiedereröffnet. Im Rahmen seines Hüttenaufbauprogramms förderte der Bezirksverband Pfalz 2023 die Brandschutzsanierung des Hauses.

## Zugang und Wandern
Der einfachste Zugang kann über einen etwa 500 m Fahrweg, der im Tal von der Kreisstraße 16 abzweigt, erfolgen. An der Hütte befindet sich ein Wanderparkplatz. Das Oppauer Haus kann über markierte Wanderwege erreicht werden. Ca. 400 m nördlich befindet sich die Wegspinne Weißer Stein an der Passhöhe zwischen Plankenberg und Rindskehler Kopf (462 m). Ausgehend von Wachenheim verlaufen Rundwanderwege durch das Poppental und den Wachenheimer Staatsforst. Von der Hütte kann innerhalb von etwa einer Stunde der Eckkopf (516 m) mit dem Eckkopfturm oder der Ebersberg mit dem Zeppelinturm erreicht werden. Etwa 2,5 km talaufwärts befindet sich der Freizeit- und Wildpark Kurpfalz-Park. Benachbarte bewirtschaftete Wanderhütten sind das Naturfreundehaus Groß-Eppental, das Forsthaus Rotsteig, das Forsthaus Silbertal und das Waldhaus Lambertskreuz.